# Rūjiena kommun
Rūjienas novads var en kommun i Lettland. Den låg i den norra delen av landet och kommunhuvudort var Rūjiena. Antalet invånare var 6 252. Arean är 352 kvadratkilometer.
2021 slogs kommunen samman med Valmiera kommun.